# Bulbostylis perrieri
Bulbostylis perrieri är en halvgräsart som beskrevs av Henri Chermezon. Bulbostylis perrieri ingår i släktet Bulbostylis och familjen halvgräs. Inga underarter finns listade i Catalogue of Life.